# László Bodrogi
László Bodrogi (Boedapest, 11 december 1976) is een voormalig wielrenner, geboren in Hongarije. Sinds 2009 bezit hij de Franse nationaliteit.

## Carrière
Bodrogi werd beroepswielrenner in 2000 bij het grote Mapei, dat toen net een ploegje jonge renners aan haar team had toegevoegd. Al in zijn eerste jaar als prof viel Bodrogi op als buitengewoon goed tijdrijder: hij won vier tijdritten, waaronder een etappe in de Ronde van de Toekomst en werd in die discipline twee keer tweede in de Ronde van Nederland. Bij de WK Wielrennen won hij op de tijdrit de bronzen medaille.
Ook in de jaren daarop bleef Bodrogi tijdritten winnen. Zo won hij de proloog in Parijs-Nice van 2002, de tijdrit in de Ronde van Denemarken van dat jaar en de Grote Prijs Eddy Merckx met zijn toenmalige ploeggenoot Fabian Cancellara. Ook werd Bodrogi meerdere keren Hongaars kampioen, zowel in de tijdrit (tienmaal) als op de weg (driemaal). Dat Bodrogi niet alleen maar kon tijdrijden bewees hij tevens met tweede plaatsen in Dwars door Vlaanderen, Parijs-Brussel en de Ronde van de Vendée. In 2004 won Bodrogi de tijdrit in de Driedaagse van De Panne en een jaar later won hij de Ronde van Luxemburg, na een secondengevecht met zijn voormalige ploeggenoot Cancellara.
In 2007 won Bodrogi de zilveren medaille tijdens het WK Tijdrijden in Stuttgart. Hierna behaalde hij echter weinig aansprekende resultaten meer. In 2011 sloot hij zich aan bij de Amerikaanse wielerploeg Team Type 1, een procontinentaal team, maar verder dan wat ereplaatsen kwam hij daar niet. Een vijfde plaats in Parijs-Tours was zijn beste uitslag. Eind 2012 beëindigde Bodrogi zijn wielercarrière toen zijn contract bij Team Type 1 niet meer werd verlengd.
Bodrogi was de eerste en tot op heden de enige Hongaarse wielrenner die deelgenomen heeft aan de Ronde van Frankrijk. Hij reed deze ronde driemaal.

## Belangrijkste overwinningen
1996
- Hongaars kampioen op de weg, Elite

1997
- Hongaars kampioen tijdrijden, Elite

1998
- Chrono Champenois
- Hongaars kampioen tijdrijden, Elite

1999
- Ronde van Gironde

2000
- Hongaars kampioen op de weg, Elite
- Hongaars kampioen tijdrijden, Elite
- Duo Normand (met Daniele Nardello)
- Proloog Ronde van Argentinië
- Proloog Ronde van Slovenië
- 5e etappe Ronde van Normandië
- 2e etappe Ronde van de Toekomst

2001
- 4e etappe Ronde van Zweden
- Hongaars kampioen tijdrijden, Elite
- 3e etappe Ronde van Ligurië
- Eindklassement Ronde van Ligurië
- 5e etappe Ronde van Alentejo
- Eindklassement Ronde van Alentejo
- Eindklassement Ronde van Riviera Ligure Pomente
- 3e etappe Ronde van de Toekomst
- 7e etappe Ronde van de Toekomst

2002
- Proloog Parijs-Nice
- Grote Prijs Eddy Merckx (met Fabian Cancellara)
- Hongaars kampioen tijdrijden, Elite
- 4e etappe deel B Ronde van Denemarken

2003
- Hongaars kampioen tijdrijden, Elite

2004
- 3e etappe deel B Driedaagse van De Panne
- Hongaars kampioen tijdrijden, Elite

2005
- Eindklassement Ronde van Luxemburg

2006
- Hongaars kampioen op de weg, Elite
- Hongaars kampioen tijdrijden, Elite
- 6e etappe Ronde van Oostenrijk

2007
- Hongaars kampioen tijdrijden, Elite
- Chrono des Nations

2008
- Hongaars kampioen tijdrijden, Elite

## Resultaten in voornaamste wedstrijden
| Jaar | Ronde van Italië | Ronde van Frankrijk | Ronde van Spanje |
| ---- | ---------------- | ------------------- | ---------------- |
| 2001 |                  |                     |                  |
| 2002 |                  | 62e                 |                  |
| 2003 |                  | 108e                |                  |
| 2004 |                  |                     | opgave           |
| 2005 |                  | 119e                |                  |
| 2006 |                  |                     | 76e              |
| 2007 | 84e              |                     | opgave           |
| 2008 |                  |                     |                  |
| 2009 |                  |                     |                  |
| 2010 |                  |                     |                  |
| 2011 |                  |                     |                  |

| Jaar | Milaan-San Remo | Gent-Wevelgem | Ronde van Vlaanderen | Parijs-Roubaix | Parijs-Brussel | Parijs-Tours | Dwars door Vlaanderen |  | WK op de weg |  | Wereldranglijsten |
| ---- | --------------- | ------------- | -------------------- | -------------- | -------------- | ------------ | --------------------- |  | ------------ |  | ----------------- |
| 2001 |                 |               |                      | opgave         |                | 81e          |                       |  | 93e          |  |                   |
| 2002 | 164e            | 22e           | 45e                  | buit.tijd      | 42e            |              | Zilver                |  |              |  |                   |
| 2003 |                 |               |                      |                | Zilver         |              |                       |  | 39e          |  |                   |
| 2004 |                 | 25e           |                      | 52e            |                |              | 44e                   |  |              |  |                   |
| 2005 | 88e             | 63e           | 77e                  | buit.tijd      |                | 153e         | 92e                   |  |              |  |                   |
| 2006 |                 | 78e           | 54e                  | 62e            |                |              | 18e                   |  | 19e          |  | 197e (UPT)        |
| 2007 | 94e             | 55e           | 104e                 | opgave         |                | 102e         |                       |  | 70e          |  | 119e (UPT)        |
| 2008 |                 | 139e          | 78e                  | 50e            |                |              |                       |  |              |  |                   |
| 2009 |                 |               |                      |                | 76e            | 90e          |                       |  |              |  |                   |
| 2010 |                 |               |                      | buit.tijd      |                | 123e         |                       |  |              |  |                   |
| 2011 |                 |               |                      |                | 76e            | 5e           |                       |  |              |  |                   |

Bassons ·
Bortolami ·
Boscardin ·
Bouvard ·
Brochard  ·
Chiotti ·
Dufaux ·
García ·
Halgand ·
Hernández ·
Hervé ·
Jeker ·
Laukka ·
Laurent ·
Lebreton ·
Lefèvre ·
Magnien ·
Medan ·
Moreau ·
Rous ·
Stephens ·
Tebaldi ·
Virenque ·
Wüst ·
Bernard (stagiair) ·
Bodrogi (stagiair) ·
Korff (stagiair) 
1998–1999: Geen professionele ploeg
Baffi · Bartoli · Beltrán · Bettini · Bodrogi · Bramati · Chesini · Cioni · D'Amore · Faresin · Fernández Ginés · Figueras · Fornaciari · Freire  · Hoste · Hulsmans · Koehler · Lanfranchi · Leysen · McRae · Merckx · Museeuw · Nardello · Nocentini · Noè · Paolini · Peeters · Pozzato · Ratti · Rizzi · Rodriguez · Scinto · Steels · Tafi · Tani · Tonkov · van Heeswijk · Wegelius · Zanini · Cancellara (stagiair) · Petrov (stagiair) · Rogers (stagiair)
Aggiano · Baffi · Ballerini (tot 15/04) · Bartoli · Beltrán · Bettini · Bodrogi · Bramati · Cañada · Cancellara · Cheula · Cioni · D'Amore · Eisel · Fornaciari · Freire  · Garzelli · Gasparre · Horrillo · Hulsmans · Koehler · Lanfranchi · Leysen · McGrory · Nardello · Nocentini · Noè · Paolini · Petrov · Pozzato · Ratti · Rizzi · Rogers · Scinto · Sinkewitz · Steels · Tafi · Tani · Wegelius · Zanini · Zerzáň · Davis (stagiair) · Devolder (stagiair) · Willems (stagiair)
Aggiano · Baffi · Bettini · Bodrogi · Bramati · Cañada · Cancellara · Cheula · Cioni · Clerc · De Waele · Eisel · Evans · Fornaciari · Freire  · Garzelli · Gilmore · Horrillo · Hulsmans · Hunter · Martinez · McGrory · Nardello · Noè · Paolini · Petrov · Pozzato · Ratti · Rogers · Scinto · Steels · Tafi · Trampusch · Wegelius · Willems · Zanini · Davis (stagiair) · Moeravjov (stagiair)
Amorison · Bettini · Bodrogi · Boonen · Bramati · Cañada · Clerc · Cretskens · Horrillo · Hulsmans · Kasjetsjkin · Knaven · Museeuw · Nuyens · Paolini · Passuello · Rogers   · Sinkewitz · Tankink · Van de Wouwer · Van Goolen · Vandenbroucke · Vanthourenhout · Virenque · Wadecki · Desmedt (stagiair) · Moeravjov (stagiair) · Rusconi (stagiair) · Yates (stagiair)
Amorison · Bettini  · Bodrogi · Boonen · Bramati · Clerc · Cretskens · De Fauw · Dufaux · Garrido · Horrillo · Hulsmans · Knaven · Mercado · Museeuw (tot 14/04) · Nuyens · Paolini · Pecharroman · Rogers    · Sinkewitz · Tankink · Van Goolen · Vanthourenhout · Virenque · Zanini · Kemps (stagiair) · Starzengruber (stagiair) · Weylandt (stagiair)
Bellotti ·
Bodrogi ·
Botsjarov ·
Caucchioli ·
Dean ·
Halgand ·
Hervé ·
Hinault ·
Hushovd ·
Joly ·
Kaggestad ·
Kasjetsjkin ·
Kirsipuu ·
Leblacher ·
Le Mével ·
Lemoine ·
Lequatre ·
Moeravjov ·
Moreau ·
Nazon ·
Patour ·
Poilvet ·
Portal ·
Raisin ·
Talabardon ·
Vogondy ·
Wiggins ·
Hivert (stagiair) ·
Marino (stagiair) ·
Pauriol (stagiair)
Bellotti ·
Bodrogi ·
Bonnet ·
Botsjarov ·
Caucchioli ·
Charteau ·
Dean ·
Edaleine ·
Engoulvent ·
Fofonov ·
Halgand ·
Hinault ·
Hivert ·
Hushovd ·
Kaggestad ·
Kirsipuu ·
Le Mével ·
Lemoine ·
Marino ·
Patour ·
Pauriol ·
Poilvet ·
Portal ·
Raisin ·
Renshaw ·
Talabardon ·
Vogondy ·
Fortin (stagiair) ·
Lhotellerie (stagiair) ·
Rolland (stagiair) 
Bellotti ·
Bodrogi ·
Bonnet ·
Botsjarov ·
Caucchioli ·
Charteau ·
Dean ·
Edaleine ·
Engoulvent ·
Fofonov ·
Furlan ·
Halgand ·
Hinault ·
Hivert ·
Hushovd ·
Kaggestad ·
Kern ·
Laurent ·
Le Mével ·
Lemoine ·
Marino ·
Pauriol ·
Poilvet ·
Raisin ·
Renshaw ·
Roche ·
Rolland ·
Talabardon ·
Bagot (stagiair) ·
Fournet-Fayard (stagiair) ·
Konovalovas (stagiair) 
Berthou ·
Bodrogi ·
Bonnet ·
Botsjarov ·
Caucchioli ·
Engoulvent ·
Fofonov (tot 31/07) ·
Furlan ·
Gerrans ·
Halgand ·
Hinault ·
Hivert ·
Hunt ·
Hushovd ·
Konovalovas ·
Kern ·
Le Mével ·
Lemoine ·
Marino ·
Méderel ·
Pauriol ·
Raisin ·
Rasch ·
Renshaw ·
Roche ·
Rolland ·
Simon ·
Talabardon ·
Bessy (stagiair) ·
Chopin (stagiair) ·
Šiškevičius (stagiair) 
Bodrogi · 
Botsjarov ·
Broett · 
Colom · 
Dehaes (tot 30/06) ·
Galimzjanov ·
Horrach · 
Ignatjev · 
Ivanov ·
Jeskov ·
Karpets · 
Klimov · 
Markov · 
Mazzanti · 
McEwen · 
Michajlov ·  
Napolitano · 
Petrov · 
Pfannberger · 
Pozzato · 
Rovny · 
Serov · 
Steegmans (tot 31/07) · 
Swift · 
Troesov · 
Vandenbergh · 
Vantomme ·
Debusschere (stagiair) ·
Ovetsjkin (stagiair) 
Bandiera · 
Bodrogi · 
Botsjarov ·
Broett · 
Caruso ·
Chalilov ·
Galimzjanov ·
Goesev ·
Horrach · 
Ignatjev · 
Ivanov ·
Jeskov ·
Karpets ·
Kirchen (tot 31/07) · 
Klimov · 
Kolobnev ·
Kritski ·
Mazzanti · 
McEwen ·   
Napolitano ·
Ovetsjkin · 
Petrov · 
Pliușchin · 
Pozzato · 
Rodríguez · 
Silin · 
Troesov · 
Vandenbergh · 
Vantomme ·
Vorganov ·
Antonov (stagiair) ·
Mironov (stagiair) ·
Porsev (stagiair)
Bazzana · Bertogliati · Bodrogi · Bowden · Calabria · Callegarin · Dugan · Eldridge · Grendene · Ilešič · A. Jefimkin · V. Jefimkin · Kerkhof · King · Kobzarenko · Kocjan · Mejías · Melero · Reijnen · Sjmidt · Steward · Verschoor · Magner (stagiair) · Rosskopf (stagiair)
Antomarchi · Bazzana · Bertogliati · Bodrogi · Bowden · Calabria · Callegarin · Colli · Cusin · Dugan · El Fares · Eldridge · Fortin · Ilešič · Jefimkin · Kocjan · Laengen · Mejías · Preidler · Reijnen · Rosskopf · Serebrjakov · Verschoor · Lozano (stagiair)